# Kinō nani tabeta? (serie televisiva)
Kinō nani tabeta? (きのう何食べた?? noto internazionalmente come What Did You Eat Yesterday?) è un dorama giapponese del 2019 basato sull'omonimo manga.

## Trama
Kakei, avvocato, e Yabuki, parrucchiere, sono una coppia omosessuale da circa tre anni che vive una normare routine quotidiana. Essa però deve affrontare molte tematiche importanti tra le quali: la gelosia, l'invecchiamento, l'accettazione sociale e l'alimentazione (alla quale la coppia dedica, per volontà di Kakei, non più di 25.000 yen al mese; circa 225$).

## Personaggi

### Principali
- Shirō Kakei, interpretato da Hidetoshi Nishijima
Serio e diligente lavora come avvocato presso un modesto studio legale e ha l'hobbie della cucina (nella quale si dimostra esperto) ma nel fare la spesa è estremamente parsimonioso. È fidanzato con Yabuki, sebbene non sia proprio il suo tipo di uomo ideale, da diversi anni e tra i due è il passivo durante i rapporti sessuali.
- Kenji Yabuki, interpretato da Masaaki Uchino
Estroverso, gioioso e a tratti infantile lavora come parrucchiere e ama la cucina del suo fidanzato Kakei. Veste con completi estremamente vistosi e variopinti.

### Secondari
- Kayoko Tominaga, interpretata da Misako Tanaka
Vicina di Kakei con il quale condivide l'incredibile desiderio di risparmiare sul cibo (cosa che li ha fatti conoscere durante la serie) senza però acquistare prodotti mediocri.
- Tominaga, interpretato da Toshihiro Yashiba
- Michiru Tominaga, interpretata da Marin
- Shino Koyama, interpretata da Yurika Nakamura
- Hisae Kakei, interpretata da Meiko Kaji
Madre di Kakei che lo ha sempre accettato come omosessuale.
- Gorō Kakei (Ep.1-5), interpretato da Kotaro Shiga
Padre di Kakei afflitto da diversi problemi di salute.
- Gorō Kakei (Ep.11), interpretato da Ryōsei Tayama
- Hiroshi Miyake, interpretato da Sports Makita
Collaboratore di Yabuki.
- Daisaku Kohinata, interpretato da Koji Yamamoto
- Wataru Inoue / "Gilbert", interpretato da Hayato Isomura
- Mika Asō, interpretata da Airi Matsuyama
- Gō Tabuchi, interpretato da Fumiya Endo

### Guest star
- Seiko Imada (Ep.1,3), interpretata da Hitomi Sato
- Sengoku [cliente del salone di bellezza] (Ep.1), interpretata da MEGUMI
- Obachan al supermercato (Ep.1,6), interpretata da Miako Tadano
- Hitomi [ex ragazza di Shirou] (Ep.2), interpretata da Hako Oshima
- Chirurgo (Ep.4-5), interpretato da Shinsuke Suzuki
- Amico di Ma-chan (Ep.4), interpretato da Osamu Fujiki
- Cliente (Ep.5), interpretata da Chiaki Kawamo
- Ikuina (Ep.6), interpretato da Yota Kawase
- Tetsurō Honda (Ep.8), interpretato da Daikichi Sugawara
- Yoshiyuki Nagashima (Ep.8), interpretato da Bokuzo Masana
- Kōichi Suganuma (Ep.9), interpretato da Goro A Buffalo
- Reiko Miyake (Ep.10), interpretata da Kaoru Okunuki

## Episodi
| Nº | Messa in onda  |
| -- | -------------- |
| 1  | 5 aprile 2019  |
| 2  | 12 aprile 2019 |
| 3  | 19 aprile 2019 |
| 4  | 26 aprile 2019 |
| 5  | 2 maggio 2019  |
| 6  | 9 maggio 2019  |
| 7  | 23 maggio 2019 |
| 8  | 30 maggio 2019 |
| 9  | 6 giugno 2019  |
| 10 | 13 giugno 2019 |
| 11 | 20 giugno 2019 |
| 12 | 28 giugno 2019 |

### Kinō nani tabeta? SP
Il primo gennaio 2020 viene rilasciato uno speciale di oltre 1 ora sequel della serie con tutti i membri del cast originale.

#### Trama
L'opera si divide in 3 capitoli rispettivamente collocati tra marzo, aprile e maggio in cui vengono affrontate diverse tematiche.